# Ligne des Arcs à Draguignan
La ligne des Arcs à Draguignan est une ligne ferroviaire française de la région Provence-Alpes-Côte d'Azur à écartement standard et à voie unique reliant Les Arcs à Draguignan. Déclassée partiellement en 1981 à la suite d'une décision administrative, elle n'est plus désormais en service qu'entre la gare des Arcs - Draguignan et celle de La Motte Sainte-Roseline, et uniquement pour des dessertes militaires, le camp de Canjuers se situant à quelques kilomètres.
Après La Motte, la ligne a été déposée et une partie de ses emprises a disparu. Son ancien terminus, la gare de Draguignan, est désormais intégré à la gare routière construite sur l'emprise des anciens quais et voies.
Elle constitue la ligne 943 000 du réseau ferré national.
C'est à la suite de la fermeture de cette ligne que la gare de Les Arcs a pris le nom de Les Arcs-Draguignan.

## Histoire et fermeture
À la suite de la déconfiture financière de la Compagnie du chemin de fer Grand-Central de France en 1857, et afin d'en absorber les conséquences en répartissant les lignes dont elle était concessionnaire entre des compagnies ayant une assise financière large, la Compagnie des chemins de fer de Paris à Lyon et à la Méditerranée est constituée par la fusion des compagnies du chemin de fer de Paris à Lyon, du chemin de fer de Lyon à la Méditerranée et du chemin de fer de Lyon à Genève. Le PLM se voit octroyer, entre autres, la concession à titre éventuel d'une ligne de Toulon à Nice avec un embranchement sur Draguignan lors de sa création par la convention signée le 11 avril 1857 entre le ministre des Travaux publics et les Compagnie du chemin de fer de Paris à Lyon et Compagnie du chemin de fer de Lyon à la Méditerranée. Cette fusion est approuvée par décret le 19 juin 1857.
Un décret impérial du 3 août 1859 déclare d'utilité publique le tronçon de la ligne reliant Toulon à la frontière italienne ainsi que l'embranchement en direction de Draguignan et rend la concession définitive.
Le point d'embranchement en direction de Draguignan est fixé aux Arcs par un décret impérial le 10 juillet 1862.
L'ouverture de la ligne entre Les Arcs et Draguignan date du 18 octobre 1864. En 1920 la gare de Draguignan était ouverte de 5 à 21 heures et occupait 21 agents. En 1939 elle voyait passer 21 000 voyageurs[réf. nécessaire]. Le 22 décembre 1977, la ligne est électrifiée (25 Kv 50 Hz), sur le tronçon entre Les Arcs et La Motte Sainte-Roseline. Le 27 septembre 1980, la ligne entre La Motte Sainte-Roseline et Draguignan n'est plus exploitée. 
En 1981, la gare de Draguignan était fermée aux voyageurs, mais en 1990 elle figurait encore au 9e rang départemental et au 19e rang régional pour les billets vendus[réf. nécessaire]. Aujourd'hui, la gare de Draguignan existe toujours (adossée à la gare routière qui occupe l'emprise des anciens quais et voies). Elle est devenue un bureau d'information et de vente des titres de transport SNCF et du réseau local d'autobus. Ce dernier dessert la gare des Arcs - Draguignan.
La gare de Draguignan était aussi accessible par une autre ligne également disparue, celle du Central Var, qui possédait sa propre gare, en face de la gare PLM - SNCF.

## Passage à niveau
La ligne traverse la départementale 555 (2x2 voies qui relie l'échangeur A8 du Muy à Draguignan).

Le passage à niveau est équipé de barrières. 
Il faut signaler que les convois militaires sont peu fréquents.

Le passage a servi de lieu de tournage pour le film le Corniaud (Gérard Oury) en 1964. À noter qu'il est censé représenter le passage à niveau de la N113 de la commune de Douzens.

## Échec de la réouverture
Avec la multiplication du trafic routier, plusieurs associations ainsi que des collectivités locales demandent la réouverture de cette ligne.

Draguignan est aujourd'hui desservie par des navettes de la communauté d'agglomération dracénoise régulières avec la gare des Arcs.
Une association arcoise « ARLIFAD » militait depuis 2007 pour la réouverture de cette ancienne ligne. Une étude d'opportunité pilotée par RFF a été réalisée. Ont participé au comité de pilotage de cette étude : la Région, l'État, RFF, le Conseil Général du Var et la Communauté d'Agglomération Dracénoise. Les premiers résultats furent livrés fin juillet 2011. Mais l'association ARLIFAD ne réussit pas dans son entreprise et de ce fait est dissoute. Dans son compte rendu, la FNAUT ne peut que constater le déclassement de la voie qui est acté. La réouverture est ainsi définitivement impossible.
La ligne a été reconvertie en presque totalité en voie verte « la vigne à vélo ».